# 101 (číslo)
101, (jedno) sto jedna je přirozené číslo, které následuje po číslu 100 a předchází číslu 102.

## Matematika
- Je to nejmenší trojciferné prvočíslo
- Unikátní prvočíslo. Délka periody převrácené hodnoty je totiž 4, což v desítkové soustavě není u žádného jiného prvočísla. Následujícím takovým je 9091

## Chemie
- Atomové číslo mendelevia
- Nukleonové číslo nejobvyklejšího izotopu ruthenia

## Roky
- 101
- 101 př. n. l.